# Енглі
Енглі (англ. Englee) — містечко в Канаді, у провінції Ньюфаундленд і Лабрадор.

## Населення
За даними перепису 2016 року, містечко нараховувало 527 осіб, показавши скорочення на 9,6%, порівняно з 2011-м роком. Середня густина населення становила 18,3 осіб/км².
З офіційних мов обидвома одночасно не володів жоден з жителів, тільки англійською — 525.
Працездатне населення становило 48,5% усього населення, рівень безробіття — 49% (58,3% серед чоловіків та 36% серед жінок). 87,8% осіб були найманими працівниками, а 12,2% — самозайнятими.
Середній дохід на особу становив $27 804 (медіана $19 872), при цьому для чоловіків — $31 621, а для жінок $24 012 (медіани — $23 552 та $18 240 відповідно).
21% мешканців мали закінчену шкільну освіту, не мали закінченої шкільної освіти — 60%, 19% мали післяшкільну освіту, з яких 21,1% мали диплом бакалавра, або вищий.
| Статево-вікова структура населення | Статево-вікова структура населення | Статево-вікова структура населення | Статево-вікова структура населення | Статево-вікова структура населення |
| ---------------------------------- | ---------------------------------- | ---------------------------------- | ---------------------------------- | ---------------------------------- |
|                                    |                                    |                                    |                                    |                                    |
| Всього                             | Всього                             | 50,0%                              |                                    |                                    |
| 0 — 14 років                       | 0 — 14 років                       |                                    | 10,5%                              | 10,5%                              |
| 15 — 64 років                      | 15 — 64 років                      |                                    | 60%                                | 60%                                |
| 65 і більше                        | 65 і більше                        |                                    | 29,5%                              | 29,5%                              |
| 85 і більше                        | 85 і більше                        |                                    | 2,9%                               | 2,9%                               |
| Середній вік (років)               | Середній вік (років)               | 49,7                               | 49,7                               | 49,7                               |
| Медіана (років)                    | Медіана (років)                    | 54,152,5                           | 53,6                               | 53,6                               |
| — чоловіки — жінки                 |                                    |                                    |                                    |                                    |

| Походження мешканців:     | Походження мешканців:     | Походження мешканців: | Походження мешканців: | Походження мешканців: |
| ------------------------- | ------------------------- | --------------------- | --------------------- | --------------------- |
| Походження                |                           |                       | осіб                  | %                     |
| Корінні американці        | Корінні американці        |                       | 20                    | 3.51%                 |
| Інше північноамериканське | Інше північноамериканське |                       | 345                   | 60.53%                |
| Європейське               | Європейське               |                       | 260                   | 45.61%                |
| британське                | британське                |                       | 255                   | 44.74%                |
| французьке                | французьке                |                       | 25                    | 4.39%                 |

| Зайнятість населення за галузями (за класифікацією NOC): | Зайнятість населення за галузями (за класифікацією NOC): | Зайнятість населення за галузями (за класифікацією NOC): | Зайнятість населення за галузями (за класифікацією NOC): | Зайнятість населення за галузями (за класифікацією NOC): |
| -------------------------------------------------------- | -------------------------------------------------------- | -------------------------------------------------------- | -------------------------------------------------------- | -------------------------------------------------------- |
|                                                          |                                                          |                                                          |                                                          |                                                          |
| Бізнес, фінанси та адміністрування                       | Бізнес, фінанси та адміністрування                       |                                                          | 4,1%                                                     | 4,1%                                                     |
| Охорона здоров'я                                         | Охорона здоров'я                                         |                                                          | 4,1%                                                     | 4,1%                                                     |
| Освіта, правозахист, муніципальні та урядові служби      | Освіта, правозахист, муніципальні та урядові служби      |                                                          | 18,4%                                                    | 18,4%                                                    |
| Роздрібна торгівля та послуги                            | Роздрібна торгівля та послуги                            |                                                          | 10,2%                                                    | 10,2%                                                    |
| Гуртова торгівля, транспорт та обладнання                | Гуртова торгівля, транспорт та обладнання                |                                                          | 22,4%                                                    | 22,4%                                                    |
| Природні ресурси, сільське господарство                  | Природні ресурси, сільське господарство                  |                                                          | 24,5%                                                    | 24,5%                                                    |
| Виробництво                                              | Виробництво                                              |                                                          | 18,4%                                                    | 18,4%                                                    |

## Клімат
Середня річна температура становить 2,4°C, середня максимальна – 17,7°C, а середня мінімальна – -13,9°C. Середня річна кількість опадів – 1 064 мм.
| Клімат поселення                              | Клімат поселення | Клімат поселення | Клімат поселення | Клімат поселення | Клімат поселення | Клімат поселення | Клімат поселення | Клімат поселення | Клімат поселення | Клімат поселення | Клімат поселення | Клімат поселення | Клімат поселення |
| Показник                                      | Січ.             | Лют.             | Бер.             | Квіт.            | Трав.            | Черв.            | Лип.             | Серп.            | Вер.             | Жовт.            | Лист.            | Груд.            |                  |
| Середній максимум, °C                         | −3,93            | −4,49            | −0,46            | 4,68             | 8,77             | 13,56            | 16,95            | 17,66            | 13,33            | 8,10             | 3,33             | −1,86            |                  |
| Середня температура, °C                       | −8,65            | −9,19            | −5,16            | −0,01            | 4,05             | 8,84             | 13,82            | 14,54            | 10,20            | 4,99             | 0,19             | −4,98            |                  |
| Середній мінімум, °C                          | −13,35           | −13,89           | −9,88            | −4,72            | −0,65            | 4,14             | 10,70            | 11,42            | 7,06             | 1,85             | −2,94            | −8,1             |                  |
| Норма опадів, мм                              | 97               | 78               | 78               | 65               | 67               | 99               | 90               | 92               | 87               | 103              | 102              | 106              |                  |
| Середньомісячна швидкість вітру, м/с          | 6.91             | 6.55             | 6.43             | 5.85             | 5.31             | 5.10             | 4.80             | 4.97             | 5.60             | 6.07             | 6.58             | 7.10             |                  |
| Середньомісячна сонячна радіація, кДж/м²·день | 3449             | 6369             | 10505            | 14406            | 17359            | 18782            | 18306            | 15234            | 11034            | 6410             | 3591             | 2580             |                  |
| --------------------------------------------- | ---------------- | ---------------- | ---------------- | ---------------- | ---------------- | ---------------- | ---------------- | ---------------- | ---------------- | ---------------- | ---------------- | ---------------- | ---------------- |
| Джерело:                                      |                  |                  |                  |                  |                  |                  |                  |                  |                  |                  |                  |                  |                  |